# Marc Casadó
Marc Casadó Torras (Sant Pere de Vilamajor, 14 de setembro de 2003) é um futebolista espanhol que atua como volante. Atualmente, joga pelo Barcelona.

## Carreira
Nascido em Sant Pere de Vilamajor, Casadó passou pelas categorias de base do Vilamajor, Sant Celoni, Granollers e Damm. Ele foi para as categorias de base do Barcelona em 2016. Ele era o capitão do time Juvenil A, ajudando na conquista da liga e da Copa de Campeones na temporada 2020–21. Além disso, ele esteve no banco em 5 partidas do time reserva em 2021, e foi promovido ao elenco no verão de 2022. Em 5 de julho de 2022, ele estendeu seu contrato com o clube até o verão de 2024.
Ele fez sua estreia pelo Barcelona B em uma partida válida pela Primera Federación, onde o Barça B venceu o Castellón por 3–2, em 27 de agosto de 2022. Em 1 de novembro, Casadó fez sua estreia no time principal contra o Viktoria Plzeň, na Liga dos Campeões da UEFA. Aos 67 minutos, Franck Kessié se lesionou e Casadó o substituiu até o apito final.
Na temporada 2023–24, Casadó foi nomeado capitão do time B. Ele treinou com o time principal enquanto jogava partidas pelo Barcelona B. Em 17 de março de 2024, ele fez sua primeira aparição na La Liga contra o Atlético de Madrid, entrando em campo no lugar de Héctor Fort. Em 2 de março de 2025, Casadó marcou seu primeiro gol pelo Barcelona na vitória por 4–0 contra a Real Sociedad no Estádio Olímpico Lluís Companys.

## Carreira internacional

### Seleção de base
Casadó jogou pelas seleções de base da Espanha, sendo convocado para as seleções Sub-16 e Sub-17 em 2019. Em outubro de 2024, ele foi convocado para a seleção Sub-21.

### Seleção principal
Casadó foi nomeado no elenco de 26 jogadores do técnico Luis de la Fuente para as partidas contra Dinamarca e Suíça, na Liga das Nações da UEFA, em 15 e 18 de novembro de 2024, respectivamente. Ele fez sua estreia contra a Dinamarca, substituindo Martín Zubimendi no minuto 70. Nessa partida, a Espanha ganhou por 2–1.

## Títulos
Barcelona
- La Liga: 2024–25
- Copa del Rey: 2024–25
- Supercopa da Espanha: 2025